# Uldis Ģērmanis
Uldis Ģērmanis (4. oktober 1915 i Novaja Ladoga i Russiske Kejserrige — 19. december 1997 i Stockholm i Sverige) var en lettisk historiker, forfatter og publicist, hvis far var Jānis Ģermanis, og hvis familie vendte hjem til et nyligt uafhængigt Letland i 1919.
Ģērmanis underviste i historie ved Letlands Universitet i Riga fra 1943 og havde en kandidatgrad i historie. Under 2. verdenskrig blev han mobiliseret til den Lettiske Legion og tjente i 19. Waffen-Grenadier-Division der SS som militærreporter. Få dage før den tyske kapitulation emigrerede Ģērmanis til Sverige, hvor han slog sig ned i Solna. I 1974 modtog han en doktorgrad i historie ved Stockholms Universitet.
Siden 1935 var Ģērmanis et livslangt medlem af den lettiske studenterbroderskab Fraternitas Livonica. Hans specialitet var moderne lettisk historie, i særdeleshed tiden under Sovjetunionen og de lettiske skytter. Hans banebrydende arbejde omkring Jukums Vācietis' og de lettiske skytters rolle under Oktoberrevolutionen lagde vejen for yderligere research i dette emne af andre lettiske emigranthistorikere, i særdeleshed det tidlige arbejde af Andrew Ezergailis.
Hans bog Zili stikli, zaļi ledi (Blåt glas, grøn is) fra 1968 beskriver hans oplevelser under reasearchen af Vācietis' historie. Ģērmanis var én af de sjældne lettiske emigranter der fik adgang til oprindelige kilder i Lettiske SSR på den tid. I bogen beskrives den mistro han mødtes med, både af de sovjetisk-lettiske myndigheder og af sine medemigranter, der satte spørgsmålstegn ved hans motiver for at researche historien omkring pro-bolshevistiske letter.
I 1958, mens Ģērmanis boede i exil, færdiggjorde han bogen "The Latvian Saga", der præsenterer den lettiske historie, og som læses som en roman. I 2007 udkom det elvte oplag på engelsk, og Ģērmanis værker er også blevet populære i hans hjemland.
Uldis Ģērmanis valgtes til medlem af Letlands Videnskabsakademi i 1992, og han udnævntes den 12. april 1995 til Officer af Trestjerneordenen.